# Łyśniewo
Łyśniewo (kaszb. Łësniewò, niem. Lissniewo) – kolonia wsi Mieroszyno w Polsce, położona w województwie pomorskim, w powiecie puckim, w gminie Puck. Wchodzi w skład sołectwa Mieroszyno. 
W latach 1975–1998 kolonia administracyjnie należała do województwa gdańskiego.
Znajduje się tu również zaniedbany dwór z XVIII wieku.
Wieś królewska w starostwie mirachowskim w województwie pomorskim w II połowie XVI wieku. 

## Historia
Pierwsze wzmianki o miejscowości pochodzą z roku 1552. Początkowo osada była siedzibą kaszubskiego rodu Łyśniewskich, przynależną do ziemi wejherowsko-rzucewskiej. Kolejnymi właścicielami Łyśniewa byli Sobiescy i pomorski ród Przebendowskich.